# Stiftelsen Leading Health Care
Leading Health Care (LHC) är en svensk forskningsstiftelse och akademisk tankesmedja som grundats av Handelshögskolan i Stockholm och registrerades år 2010.
LHC ska främja forskning och kunskapsutveckling som är relevant för styrning, ledning och organisering av verksamheter inom hälso- och sjukvårdsområdet samt sprida information om detta. Leading Health Care genomför seminarier, forskningsprojekt och workshops om utmaningar och nya vägar för hälso- och sjukvården. Leading Health Care skall bidra till att patienterna får en bättre vård och omsorg.
År 2018 fick LHC regeringens uppdrag att göra en organisationsteoretisk genomgång av modellen för värdebaserad vård. LHC har även bland annat studerat förändringsarbetet på Skånes universitetssjukhus.